# Golfo di Strelok
Il golfo di Strelok (in russo Залив Стрелок?) è un'insenatura situata sulla costa occidentale del mar del Giappone, in Russia. Appartiene al circondario urbano di Bol'šoj Kamen', nel Territorio del Litorale (Circondario federale dell'Estremo Oriente).

## Geografia
L'insenatura è situata nella parte nord-orientale del golfo di Pietro il Grande, tra il golfo dell'Ussuri e quello di Vostok; è delimitata ad ovest da capo Majdelja (мыс Майделя) e da capo Gembačeva (мыс Гембачева) ad est. Al centro del golfo la grande isola di Putjatin divide quasi l'insenatura in due parti. Un'altra piccola isola si trova vicino alla costa orientale: l'isola di Nikolskij (остров Никольского, 42°51′42″N 132°30′59″E). A sud, di fronte al golfo, si trova l'isola di Askold.
Il golfo comprende alcune insenature minori, tra cui: Razbojnik, Abrek, Rudneva (Разбойник, Абрек, Руднева). Sono presenti numerose spiagge sabbiose e rocciose, meta di vacanze estive degli abitanti della regione e delle aree limitrofe.
Sulla costa del golfo ci sono i seguenti centri abitati: Dunaj, Putjatin, Razbojnik, Krym, Domašlino, Rudnevo. A nord del golfo, a due chilometri dalla costa, si trova la città di Fokino.